# Devour
Devour (Brasil: Adoradores do Diabo / Portugal: Rituais Satânicos) é um filme estadunidense de 2005, do gênero terror, dirigido por David Winkler.

## Sinopse
Jake Gray (Jensen Ackles) é um jovem que tem visões bizarras de assassinatos e automutilação, e tem uma experiência com um jogo online de RPG chamado "O Caminho" (um RPG similar é visto em The Game).
A partir das mortes de seus amigos Conrad (Teach Grant) e Dakota (Dominique Swain), que introduziram-no ao jogo, Jake logo descobre que "O Caminho" está atualmente sendo comandado por um homem chamado Aiden Kater (Martin Cummins) e seu bando de adoradores do demônio. Eles estiveram usando-o para procurar por uma pessoa específica, assim como eles manipulavam outras para matar. Como seu ato final, as vítimas de "O Caminho" cometem suicídio de várias formas horrendas.
Com a ajuda de Marisol (Shannyn Sossamon), uma nova amiga que interessa-se por misticismo e ocultismo, Jake descobre de um homem chamado Ivan Reisz (William Sadler) que sua esposa, Anne Kilton, e seu filho que estava por nascer foram capturados por Kater e sacrificados ao demônio. Logo depois ele procura por Kater e descobre que Anne não foi de fato sacrificada ao demônio, mas que ela deu à luz uma criança que foi roubada por mortais, e criada como um humano. Jake descobre que ele era esta criança e que "O Caminho" foi criado para procurá-lo, e que Anne era realmente o próprio Lúcifer.
Por fim Jake enfrenta a sua mãe biológica (que matou seus pais adotivos) no mesmo lugar em que ele foi roubado dela. Jake rejeita sua mãe e tenta matá-la, em vão, e é atacado por ela, que o faz beber o sangue de seus pais adotivos. Jake então tem uma visão da noite em que nasceu. Quando ele acorda no chão, coberto de sangue, no outro dia, ele é imediatamente preso pelo assassinato de seus pais. O filme termina com Jake pensando se tudo (incluindo o próprio Caminho) realmente não foi criado por sua imaginação, e se ele cometeu todos os assassinatos.

## Elenco
- Jensen Ackles como Jake Gray
- Shannyn Sossamon como Marisol
- Martin Cummins como Aiden Kater
- Dominique Swain como Dakota
- William Sadler como Ivan Reisz
- Rob Stewart como Ross North
- Jenn Griffin como Anne Kilton mais velha
- R. Nelson Brown como Walt
- Emy Aneke como Darius
- Teach como Conrad Dean
- Chaz Chamberlain como garoto da república estudantil
- Patrick Gilmore como policial
- Reg Tupper como Hartney

## Recepção
No site agregador de críticas Rotten Tomatoes, 20% das 5 resenhas dos críticos são positivas.